# Stora Lomtjärnen (Lima socken, Dalarna)
Stora Lomtjärnen är en sjö i Malung-Sälens kommun i Dalarna och ingår i Dalälvens huvudavrinningsområde.